# HMS Pimpernel (K71)
HMS Pimpernel (K71) je bila korveta razreda flower Kraljeve vojne mornarice, ki je bila operativna med drugo svetovno vojno.

## Zgodovina
Ladjo so 6. februarja 1948 prodali in jo že oktobra istega leta razrezali v Portaferryju.